# Joana Vaz
Joana Vaz, född 1500, död 1570, var en portugisisk humanist och poet.
Hon var anställd som hovdam hos Katarina av Österrike (1507–1578). Hon talade flytande grekiska latin och hebreiska, samtida markörer för hög utbildning, och var internationellt omtalad för sin bildning och sin egenskap som poet. 
Hon var känd för sin lärdom, och en av den portugisiska renässansens gestalter. Hon var tillsammans med Públia Hortênsia de Castro en av de många lärare som var engagerade i Maria av Portugals utförliga utbildning. 